# Veazenka, Putîvl
Veazenka (în ucraineană В'язенка) este localitatea de reședință a comunei Veazenka din raionul Putîvl, regiunea Sumî, Ucraina.

## Demografie
Componența lingvistică a localității Veazenka
     Ucraineană (97,8%)
     Rusă (1,96%)
Conform recensământului din 2001, majoritatea populației localității Veazenka era vorbitoare de ucraineană (97,8%), existând în minoritate și vorbitori de rusă (1,96%).